# Casa al carrer de Prat de la Riba, 13 i 14 (el Masnou)
La casa al carrer de Prat de la Riba, números 13 i 14 és un edifici del municipi del Masnou (Maresme) protegit com a bé cultural d'interès local.

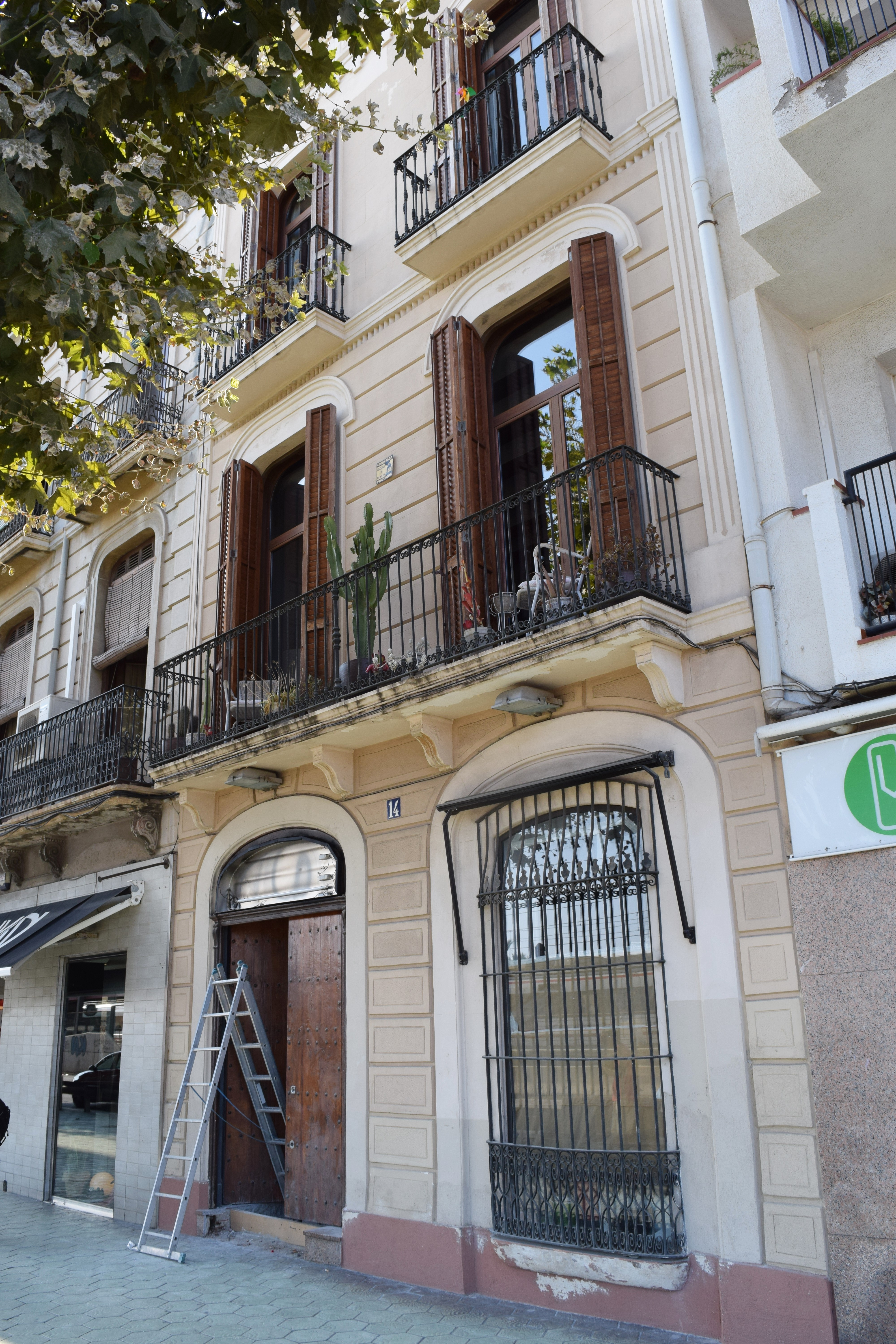
Casa número 14

Es tracta de dos edificis entre mitgeres situats al passeig Prat de la Riba. Es caracteritzen per la planta rectangular amb la façana alineada al pla de carrer i consten de planta baixa i dos pisos amb la coberta plana practicable. La composició de la façana és simètrica amb dos eixos d'obertures. El parament de la façana és arrebossat amb decoració molt austera. Destaca el treball de les baranes de ferro dels balcons del primer pis que ocupen dues obertures i individuals al segon.